# Wu Hanxiong
Wu Hanxiong (en chino: 吳漢雄; Shantou, 21 de enero de 1981) es un deportista chino que compitió en esgrima, especialista en la modalidad de florete.
Participó en los Juegos Olímpicos de Atenas 2004, obteniendo una medalla de plata en la prueba por equipos (junto con Dong Zhaozhi, Wang Haibin y Ye Chong) y el séptimo lugar en la prueba individual.
Ganó dos medallas en el Campeonato Mundial de Esgrima, plata en 2003 y bronce en 2002.

## Palmarés internacional
| Juegos Olímpicos   | Juegos Olímpicos  | Juegos Olímpicos  | Juegos Olímpicos    |
| Año                | Lugar             | Medalla           | Prueba              |
| ------------------ | ----------------- | ----------------- | ------------------- |
| 2004               | Atenas (Grecia)   | Medalla de plata  | Florete por equipos |
| Campeonato Mundial |                   |                   |                     |
| Año                | Lugar             | Medalla           | Prueba              |
| 2002               | Lisboa (Portugal) | Medalla de bronce | Florete individual  |
| 2003               | La Habana (Cuba)  | Medalla de plata  | Florete por equipos |